# 自动着陆
在航空领域，自动着陆（autoland）是指由机载自动飞行系统完全控制航空器，进行着陆飞行的过程。此时航空器驾驶员只是监视飞行状态，在出现异常时才进行人工干预。

## 概要
自动着陆系統多數設於大型客機上，在跑道视程在使用上需要配合儀器降落系統的信號和飛機上导航计算机同時運作。而使用者（飛行員）必須具備相關的認證才可以执行自動着陆。
自動着陸能力在必須經常在能見度很低的情況下運行的區域和飛機上得到了最快的採用。 經常受到大霧困擾的機場是 III 類進近的主要候選者，在噴氣式客機上包括自動著陸能力有助於降低它們因惡劣天氣而被迫改道的可能性。
自動着陸非常準確，在他1959年的論文中，時任英國皇家飛機公司盲著陸實驗組的主管約翰·查恩利在對統計結果的討論結束時說：“因此，公平地說，不僅當天氣阻止飛行員時，自動系統使飛機降落，它還可以更精確地執行操作”。
以前，自動著陸系統非常昂貴，以至於很少在小型飛機上使用。然而，隨著顯示技術的發展，增加了平視顯示器（HUD）允許訓練有素的飛行員使用來自飛行引導系統的引導提示手動駕駛飛機。 這顯著降低了在極低能見度下運行的成本，並允許未配備自動著陸設備的飛機在較低水平的前視能見度或跑道視程（RVR）下安全地手動著陸。 1989年，阿拉斯加航空公司成為世界上第一家在美國聯邦航空局III類天氣（濃霧）下通過平視引導系統手動降落客機（波音B727）的航空公司。
同時，全球試點組織主要從安全角度提倡使用平視顯示系統。許多在沒有配備ILS的跑道的非複雜環境中的運營商也在尋求改進。淨效應是行業內的壓力，要求尋找替代方法來實現低能見度操作，例如“混合”系統，該系統使用由飛行員通過 HUD 監控的可靠性相對較低的自動著陸系統。阿拉斯加航空公司是這種方法的領導者，並在這方面與Flight Dynamics和波音公司進行了大量的開發工作。
這種方法的一個主要問題是歐洲當局非常不願意證明這樣的計劃，因為它們破壞了經過充分驗證的“純”自動著陸系統概念。當英國航空公司成為龐巴迪支線噴氣式飛機的潛在客戶時，這一僵局被打破，該飛機無法容納完整的 Cat 3 自動著陸系統，但需要在這些條件下運行。通過與阿拉斯加航空公司和波音公司的合作，英國航空公司的技術飛行員能夠證明混合動力概念是可行的，儘管英國航空公司最終從未購買過支線飛機，但這是此類系統獲得國際批准所需的突破，這意味著他們可以到達全球市場。
2006年12月，當倫敦希思羅機場長期受到濃霧的影響時，車輪轉了一圈。該機場在良好條件下以最大容量運行，為保護自動著陸系統的航向道信號所需的低能見度程序意味著容量從每小時約 60 次著陸大幅降低至 30 次。由於大多數在希思羅機場運營的航空公司已經擁有配備自動著陸的飛機，因此預計會正常運營，因此出現了大規模延誤。受影響最嚴重的航空公司當然是英國航空公司，它是機場最大的運營商。
2021年6月，Garmin Autoland系統贏得了2020年科利爾獎杯，以表彰上一年“美國航空航天領域最偉大的成就”。

## 例子
假設一架747-400客機在成田國際機場進場時遇上低能见度天氣:
- 进近塔台會許可飛行員截获跑道16R航向道和下滑道。
- 飛行員對导航计算机作出截获跑道16R的ILS信号的指令
- 當机场塔台許可着陆後，飛行員再通報使用CAT III(三類)儀器降落，也就是代表了他們會使用自動降落。
- 起落架差不多觸地時，飛機上的儀器靠測距儀和无线电高度表得知了飛機已到了跑道接地区(touchdown zone)，而調整落地姿态，平飄(Flare)。同時，自動導航计算机隨機選擇大約觸地位置來減低對跑道的損害。
- 接地後，飛行員會打開引擎反推，自動煞車和自動減速板打開。飛行員會關掉自動導航電腦，自動降落過程完成。

如果系統正常處於ARM模式，當ILS接收器檢測到航向道時，自動著陸系統模式將變為“LOCALIZER CAPTURE”。飛控計算機將飛機變成航向道並沿航向道飛行。一種典型的進場方式是讓飛機進入“下滑道下方”（垂直引導），這樣飛機將沿著航向道飛行（與跑道中心線對齊），直到檢測到下滑道。此時，自動著陸模式將變為 CAT III，飛行器將由飛行控制計算機沿航向道和下滑道光束飛行。
這些系統的天線不在跑道接地點，航向道在跑道之外有一段距離。在距地面預定距離處，飛機將啟動拉平機動，保持相同的航向，並在指定的著陸區內降落在跑道上。
如果自動著陸系統在決斷高度之前失去冗餘，則將向機組人員顯示“AUTOLAND FAULT”錯誤消息，此時機組人員可以選擇繼續以CAT II進近，或者如果由於天氣原因無法這樣做條件，然後機組需要開始復飛並前往另一個機場。
如果在決斷高度以下發生單一故障，將顯示“AUTOLAND FAULT”；此時飛機承諾著陸，自動著陸系統將保持啟動狀態，僅在兩個系統上控制飛機，直到飛行員完成滑跑並將飛機完全停在跑道上或關閉跑道進入滑行道。這被稱為“故障激活”。在這種狀態下，自動著陸系統離脫離“只有一個故障”，因此“自動著陸故障”指示應告知飛行機組人員非常仔細地監控系統行為並準備立即控制。
如果系統正常處於ARM模式，當ILS接收器檢測到航向道時，自動著陸系統模式將變為“LOCALIZER CAPTURE”。飛控計算機將飛機變成航向道並沿航向道飛行，一種典型的進場方式是讓飛機進入“下滑道下方”（垂直引導），這樣飛機將沿著航向道飛行（與跑道中心線對齊），直到檢測到下滑道。 此時，自動著陸模式將變為CAT III，飛行器將由飛行控制計算機沿航向道和下滑道光束飛行。

## 使用和限制
自動着陆並不是所有情況也可以使用，以747-400客機為例，手冊寫到使用自動降落最多逆风是25海里，最大順風是10海里，最大侧風是25海里。除此之外，還要引擎反推，自動煞車和自動減速板運作正常，超出了任何一個限制機上的電腦是不會允許進入自動降落的操作。
同時，飛機要進行自動降落也要機場有一定的設備支持:
- 跑道需要配備三類儀器降落系統(CATIIIa/b/c ILS)
- 跑道摩擦系數满足要求
- 能够保障对有关設備持续供电